# Pomacentrus bankanensis
Pomacentrus bankanensis là một loài cá biển thuộc chi Pomacentrus trong họ Cá thia. Loài này được mô tả lần đầu tiên vào năm 1854.

## Từ nguyên
Từ định danh trong danh pháp được đặt theo tên gọi của đảo Bangka (phía đông đảo Sumatra, Indonesia), nơi mà mẫu định danh của loài cá này được thu thập (–ensis: hậu tố biểu thị nơi chốn).

## Phạm vi phân bố và môi trường sống
Từ đảo Giáng Sinh cùng bãi cạn Rowley và rạn san hô Scott (đều thuộc Úc), phạm vi của P. bankanensis trải dài đến vùng biển các nước Đông Nam Á và mở rộng đến Tonga cùng các đảo quốc thuộc Melanesia ở phía đông, giới hạn phía bắc đến vùng biển phía nam Nhật Bản, xa về phía nam đến bờ đông Úc.
Tại Việt Nam, P. bankanensis được ghi nhận dọc theo vùng bờ biển Khánh Hòa–Ninh Thuận, Bình Thuận, cù lao Chàm (Quảng Nam), đảo Lý Sơn (Quảng Ngãi), Côn Đảo và quần đảo Trường Sa.
P. bankanensis sinh sống tập trung trên nền đáy đá vụn, gần những rạn san hô viền bờ hoặc trong các đầm phá ở độ sâu đến 32 m.

## Mô tả
Chiều dài lớn nhất được ghi nhận ở P. bankanensis là 9 cm. Cơ thể có màu nâu, trắng ở cuống và vây đuôi. Có đốm nhỏ màu xanh lam ở rìa nắp mang và một đốm đen lớn viền xanh óng ở ngay sau vây lưng. Cá con có màu cam ở lưng và đỉnh đầu, cũng có đốm trên vây lưng và nhiều vệt sọc xanh óng trên mặt và lưng.
Số gai ở vây lưng: 13; Số tia vây ở vây lưng: 15–16; Số gai ở vây hậu môn: 2; Số tia vây ở vây hậu môn: 15–16; Số gai ở vây bụng: 1; Số tia vây ở vây bụng: 5.

## Sinh thái học
Thức ăn của P. bankanensis bao gồm tảo và các loài động vật phù du. Cá đực có tập tính bảo vệ và chăm sóc trứng.